# Гофман, Виктор Генрихович
Виктор Генрихович Гофман (20 июля 1950, Одесса — 30 октября 2015, Москва) — советский и российский поэт, переводчик.

## Биография
Родился в семье военного лётчика и писателя Генриха Гофмана (1922—1995).
В 1977 году окончил Литературный институт. Работал помощником оператора на студии «Центрнаучфильм», в многотиражной газете Второго Московского часового завода.
Печатался как поэт с 1968 года: журнал «НС». 
Публиковал стихи в журналах «Юность», «Знамя», «Prosōdia»; в ежегоднике «День поэзии».
Автор девяти стихотворных книг.
Член Союза писателей СССР (1985), Союза писателей Москвы.
30 октября 2015 года был найден убитым в своей московской квартире на Малой Грузинской улице. 14 января 2016 года в СМИ появилась информация о том, что личность убийцы Виктора Гофмана была установлена, и им оказался 38-летний безработный Л. Саакян.

## Отзывы о поэзии Виктора Гофмана
В то время как большинство современных поэтов (и талантливых в том числе) пошли по линии новации, посильно обновляя изобразительные средства, Гофман выбрал другой путь — путь совершенствования классической поэтики, опираясь на Бунина, Ходасевича, Кузмина, Георгия Иванова. При этом он менее всего эпигон. Его точная внятная поэтика абсолютно оригинальна — и прежде всего в методах изображения.<…> Вообще же Гофман — поэт даже злободневный, многие его стихи крайне современны, но форма их классична, ясна, отточена до предела. Это то „чистописание“, которое можно только приветствовать»
— Евгений Рейн, «Литературная газета», 2011

## Книги стихов
- Медленная река. — М.: Советский писатель, 1982. — 62 с.
- Волнение звука. — М.: Советский писатель. 1990. — 144 с.
- В плену свободы. — СПб.: 1996.
- Немая речь. — М.: Художественно-издательский центр, 2008.
- Слепой полёт. — М.: Художественно-издательский центр, 2010.
- Полустанки. — М.: Художественно-издательский центр, 2011. — 64 с.[5]
- Пересыпаемый песок. — М.: Художественно-издательский центр, 2013.
- Сто стихотворений. — М.: Прогресс-Плеяда, 2014. — 140 с.[6]
- Викинги. — М.: Хорошая книга, 2016. — 128 с.
- Белая дорога: Собрание стихотворений. [Вступит. статья М. Синельникова.] — М.: Галактика, 2017. — 480 с.; 500 экз. — ISBN 978-5-9500101-0-1

## Цитаты
- «Голос Гофмана сейчас, среди апокалиптического хаоса и разгула малопродуктивных новаций, звучит необычно потому, что сей поэт с самых ранних лет упорно верен русскому классическому стиху. И сам факт существования в наши дни этой далеко не эпигонской, но насыщенной жизнью поэзии, невольно превратился в факт сопротивления распаду. <…> Очевидно, Гофман следует завету Эпикура: „Живи незаметно“. В его образе жизни что-то сродни судьбе математика, ко всеобщему возмущению отказавшегося от премии в миллион долларов. Я не знаю поэта более преданного поэзии и при этом более равнодушного к публичному признанию, столь волевого, жертвенного бескорыстного, свободного от иллюзий»[7] — Михаил Синельников.
- «По свидетельству собратьев по перу и экспертного сообщества Виктор — очень хороший поэт. Он был слишком скромным, чтобы заниматься продвижением своего творчества. Писал он не ради славы, а скорее для вечности. Критиками раскручен не был. Поэтому о нем мало, кто знает. Но Виктор Гофман — автор четырех или пяти книжек. Большое количество его стихов опубликовано в фейсбуке. Он незаслуженно неизвестен. Конечно, он не жил литературным трудом. Как можно поэту в нынешней ситуации, когда книжки издаются за собственный счет, прожить на литературные заработки. Особенно, если он не раскрученный человек. Может быть, поэзия Виктора была не очень современна для нынешнего читателя. Он ведь искал чистоту слова. У него классический стиль. Он был знатоком и ценителем поэзии. Его собственная стихотворная ткань насыщена духом русской поэзии, оригинальными интонационными ходами, которые обновляли и актуализировали классический стих. Эксперты его ценили за это тонкое шитье. Не броское, не эстрадное, не на показ другим. Он был романтиком и чрезвычайно добрым человеком. При этом — под два метра ростом, спортсмен, очень сильный физически человек. Сочетание его недюжинной силы с абсолютно наивной ребяческой добротой, умилением по отношению ко всему хорошему, красивому, доброму — поразительно. Виктор также был библиофилом, коллекционером. Из-за этого он, видимо, и пострадал. Грабители искали его коллекции. А он всю свою жизнь, сколько я его знаю, а знакомы мы с ранней юности, коллекционировал монеты, боны. И был замечательным мыслителем, хорошим собеседником с оригинальными идеями, оценками»[8] — Владимир Вигилянский, 2015.

## Семья
- Гофман, Генрих Борисович (1922—1995) — отец, советский военный лётчик и писатель, Герой Советского Союза.